# Carlos Bonet Cáceres
Carlos Bonet Cáceres (Asunción, 2 ottobre 1977) è un ex calciatore paraguaiano, di ruolo centrocampista.

## Palmarès

### Club

#### Competizioni nazionali
- Campionato paraguaiano: 5

Libertad: 2002, 2003, 2006, 2007
Olimpia: Clausura 2011